# Тиунов, Василий Филиппович
Васи́лий Фили́ппович Тиуно́в (20 декабря 1900 год (2 января 1901 год), д. Салтыково, Оханский уезд, Пермская губерния — 4 января 1998 года, Пермь) — советский и российский экономист, общественный деятель, первый в Пермской области доктор экономических наук (1959), ректор Пермского университета (1951—1961), инициатор создания экономического факультета Пермского университета (1959). Депутат Верховного Совета СССР (1958—1962). Заслуженный деятель науки РСФСР (1971).

## Биография
Родился 20 декабря 1900 года (2 января 1901 год)а в деревне Салтыково Оханского уезда Пермской губернии в крестьянской семье. Его отец был крепостным крестьянином.
Окончил Сивинскую учительскую школу, в 1916—1918 годах работал учителем начальных классов. В 1918 году мобилизован в РККА, вступил в РСДРП, в 1918—1919 годах был членом и заместителем председателя Усть-Бубинского волостного ревкома.
Затем эвакуировался в Вятскую губернию, где в мае 1919 года вступил в Красную Армию, служил по март 1923 года, работая политработником (инструктором политотдела и комиссаром школы комсостава частей РККА).
С 1923 по 1927 год учился на общественно-экономическом отделении педагогического факультета Пермского университета, после окончания которого работал заместителем заведующего орготдела, заведующим промышленно-транспортного отдела Свердловского и Омского обкомов ВКП(б).
В 1924, затем — в 1925—1927 годы — ответственный секретарь партколлектива ПГУ.
В 1937 году был арестован по подозрению в связях с «троцкистами», два года находился под следствием в Омской тюрьме УНКВД. Освобождён и восстановлен в партии в 1939 году.
С 1939 года работал на должностях заместителя, затем — председателя Пермского облплана и первого заместителя председателя Пермского облисполкома.
В 1944 году защитил кандидатскую диссертацию «Экономика Молотовской области накануне и в условиях Отечественной войны».
В 1945 и 1948 годах принимал участие в подготовке и проведении двух выездных сессий АН СССР.
С 1951 по 1961 год — ректор Молотовского (Пермского) университета.
Жена — химик Мария Зосимовна Лаврова (1901 — ?); дети: Ким (1928—2003) — геолог, профессор ПГУ, Майя (род. 1937), Василий (род. 1945).
Похоронен на Северном кладбище Перми на участке почётных граждан.

## Вклад в развитиеПермского университета
С ноября 1951 по октябрь 1961 был ректором Пермского университета, в этот период содействовал открытию технического факультета ПГУ, на основе которого впоследствии был создан Пермский политехнический институт.
Также является одним из инициаторов создания и, вместе с И. Ф. Сандлером, организатором экономического факультета  Пермского университета (1959).
В 1959 году защитил докторскую диссертацию «Промышленное развитие Западного Урала», став первым в области доктором и профессором экономики экономических наук и войдя в число первых в СССР 100 докторов наук экономистов (диплом № 96).
Во время его ректорского правления были построены студенческие общежития на ул. Белинского, 57 и 61 (сегодня — общежития №9 и 10 ПГНИУ), заканчивалось строительство общежития №8 (Генкеля, 5); также был построен  пермский Дом учёных, где жили крупнейшие представители профессуры ПГУ. Для преодоления тяжелейшего кризиса, в котором оказался университет после войны, важно было пригласить первоклассных специалистов со стороны, чтобы потом наладить воспроизводство собственных. Поэтому для укрепления кадровой базы (с обещанием выделить в будущем квартиры) из других городов и вузов были приглашены учёные, составившие позже цвет педагогического коллектива университета: геологи Б. К. Матвеев и А. К. Маловичко, филологи Р. В. Комина, М. А. Генкель, математики С. Н. Черников, Л. И. Волковыский и др.
Ректор ПГУ (1987–2010) В. В. Маланин отмечает:

За годы ректорства И. Ф. Тиунова в университете открылся ряд новых специальностей. Подготовка специалистов в 1951 г. (без технического факультета) велась по 18 специальностям, а в 1961 г. — по 23. Было организовано обучение по новым направлениям науки и техники, экономики: 1) радиофизика и электроника; 2) вычислительная математика; 3) механизация учета и вычислительных работ; 4) геофизика; 5) метеорология; 6) финансы и кредит; 7) экономика народного хозяйства; 8) бухгалтерский учет; 9) романо-германские языки и литература и др. Кроме реорганизации пяти действующих факультетов вновь создан экономический, который вскоре по числу студентов стал самым крупным в университете. Начали функционировать вычислительный центр, радиохимическая лаборатория и другие важные научные подразделения. И 1955 г. введена заочная форма обучения, а в 1959 г. открыто вечернее отделение. И 1961 г. заочное обучение велось на 8 факультетах, вечернее — на всех 10 факультетах.
При В. Ф. Тиунове наметилась тенденция серьёзного роста университета, увеличилось количество факультетов, студентов, преподавателей. Если в начале ректорского срока, в ноябре 1951 г. в нем обучалось 1778 чел. (и только на дневном отделении), то к началу ноября 1961 г. контингент студентов составлял 6437 чел., в том числе на дневном 2788, вечернем 1031, заочном 2618 чел. Количество штатных преподавателей за это же время увеличилось вдвое и составляло в 1961 г. 340 чел., в том числе 13 докторов и 129 кандидатов наук, численность аспирантов возросла с 4 до 75 чел.

## Научная деятельность
С ноября 1961 года был профессором на кафедре отраслевых экономик Пермского университета, написал несколько фундаментальных монографий по экономике народного хозяйства.

В. Ф. Тиунов в сфере научной деятельности занимался разработкой проблемы специализации и комплексного развития хозяйства Пермского экономического района на примере Западного Урала. Он впервые определил экономическую сущность и роль областного экономического района в системе хозяйства страны, отметил специфику развития и отличительные черты его от крупного Уральского экономико-географического района.
На примере Пермской области им сформулированы научные основы специализации и комплексного развития хозяйства, выдвинуты принципы деления отраслей народного хозяйства экономического района на общесоюзные, внутриуральские и областные в целях территориальной организации производства и установления рациональных связей между районами страны.

## Общественная деятельность
Долгое время был сотрудником и членом редколлегии крупнейшей областной газеты "Звезда".
С 1958 по 1962 годы был депутатом Верховного Совета СССР.

## Награды
- Орден Октябрьской Революции (1980);
- три Ордена Трудового Красного Знамени (1944, 1961, 1967);
- почётное звание Заслуженный деятель науки РСФСР (1971);
- пять медалей.